# Оклопни крсташ Блихер
Оклопни крсташ Блихер био је ратни брод немачке ратне морнарице, поринут 1908. Потопљен је у бици код Догер Бенка (1915).

## Карактеристике

### Димензије
Блихер је био оклопни крсташ, знатно веће ватрене моћи од ранијих немачких модела класе Шарнхорст. Поринут 1908, брод је био дуг 161 mм и широк 24.5 mм, дубине газа 8 м, са депласманом од 15.800 тона. Погонске парне машине од 32.000 КС давале су максималну брзину од 25 чворова. Бродска посада имала је 900 морнара и официра.

### Наоружање
Био је наоружан са чак 12 далекометних топова калибра 210 мм (у двоцевним оклопним кулама - по једна на прамцу и на крми и по 2 на сваком боку) и помоћном артиљеријом калибра 150 мм (8 топова у казаматима по боку брода) и 88 мм (16 топова на палуби и надграђима). Поред артиљерије, био је наоружан и са 4 подводне торпедне цеви.

### Оклоп
Оклопна заштита састојала се од оклопног појаса дебљине 180 мм по целој дужини брода, казамата и топовских кула (дебљине оклопа до 200 мм) и засвођене палубе, која се спуштала испод водене линије до доњег руба оклопног појаса, дебљине 51 мм.